# Glodianus bombycivorus
Glodianus bombycivorus là một loài tò vò trong họ Ichneumonidae.